# 南京石杨路6·20交通事故
南京石杨路6·20交通事故，又称南京宝马肇事案，是指2015年6月20日（端午节）14:00，在中国江苏省南京市友谊河路石杨路路口发生的一起因BMW以每小时190公里速度行驶，撞毀路上一輛馬自達汽车而导致的交通事故，事故共造成2人死亡，1人受伤，而事故肇事司机王季进因涉嫌交通肇事罪被警方刑事拘留，并于2015年7月4日被南京市秦淮區人民檢察院逮捕，後因為法院證據包含精神障礙的因素而引發輿論大波。其後被以「以危险方法危害公共安全罪」定罪，被一审宣判，判处有期徒刑11年。

## 事故背景

### 涉事车辆
此次事故的事发车辆为一辆所挂牌照为陕AH8N88的宝马740Li（实际上是從730Li改装）轿车，该车于2014年3月登记，登记车主名为许灿会。当时该车处于查封状态，且保险已经在2015年2月27日失效。此前许灿会因涉嫌违法犯罪，被外地警方羁押，随后车辆几经易手。据王季进妻子陈某某称，这辆轿车是2014年底由许灿会抵债给王季进的，花了40万元人民币买下。

### 肇事司机
事故的肇事司机名为王季进，事发时35岁，江苏靖江人，暂住于南京市江宁区。2001年与妻子从家乡来到南京市从事水电装饰材料销售，事发前担任南京光华路上的五洲家具装饰广场五金区04区的两个商铺“季进水电”和“季进装饰材料经营部”的老板。据装饰广场老板供述，王季进有点内向，但为人厚道，且不抽烟及饮酒，但遭事发之前，他的情绪反常很烦躁。在此次事故发生之后，他所经营的商铺不再营业，用两辆自行车挡住。
2015年10月24日，中国中央电视台《新闻调查》栏目曝光了王季进接受记者采访的视频。视频资料显示，受访过程中的王季进思维紊乱，没有正面回答记者的问题。

## 事故经过
2015年6月20日（端午节）13时40分，在南京友谊河路石杨路路口，一辆挂有牌照为陕AH8N88的宝马轿车在飞速闯红灯时，在遭到一辆挂有南京牌照的正常行驶的马自达2轿车撞上后，马自达2后半车身几乎解体，导致车上一男一女被甩出车外，当场身亡。根据监控画面显示，一辆几乎空载的87路公交车和一辆出租车正同向左拐，从友谊河路上石杨路。当时马自达2轿车突然出现在画面右下角，奔着公交车和出租车冲来，后两车被宝马轿车撞上，导致一名出租车司机受伤。有民众向媒体报告称，一名男性死者曾是一家汽车4S店的职员，后辞职进入一家新的单位，而逝去的女性死者就是他在该单位的同事。
事发后，部分网友曾传出该司机涉嫌酒驾、毒驾（或车内藏有冰毒）及无证驾驶等传言。后南京警方发表声明，排除其酒驾、毒驾、无证驾驶等嫌疑，所持驾驶证在有效期内。而车内所藏有的白色粉末是玉米粉，不是冰毒。另外，肇事司机经警方尿检测试后，没有酒精含量。
6月21日，南京警方发表声明，王季进于6月20日13点40分，从某装饰城驾车前往江宁，途中肇事，弃车逃逸后被抓获，后因涉嫌交通肇事罪被警方刑事拘留。随后南京警方再次发表声明，肇事者王季进是通过DNA鉴定确认的。6月29日，南京警方公布了宝马轿车在肇事時的車速，为每小时195.2公里，属于超速驾驶。7月4日，南京市秦淮區人民檢察院以交通肇事罪罪名逮捕了王季进。
7月初，南京警方委托南京脑科医院司法鉴定所对王季进“是否患有精神疾病，且作案时是否具有刑事责任能力”进行司法鉴定。8月31日，南京脑科医院司法鉴定所出具了司法鉴定意见书，认为王季进在作案时患有急性短暂性精神障碍，有限制刑事责任能力。9月10日，秦淮区人民检察院表示，该院在审查证据材料时发现王季进存在案发前后有精神异常的表现。但受害者家属表示，可能会提出申请要求重新进行司法鉴定。
2016年5月9日，南京市秦淮區人民法院做出决定，将对王季进作案时的刑事责任能力进行重新鉴定，由中国政法大学法庭科学技术鉴定研究所进行。2017年3月1日，中国政法大学法庭科学技术鉴定研究所给出第二次鉴定结果，该结果仍鉴定王季进事发时患有精神病。
2017年4月1日，南京市秦淮区法院一审宣判，王季进犯以危险方法危害公共安全罪，被判处有期徒刑11年。

## 相关评论
《西安晚报》评论称：“严惩狂飙的宝马，不仅是要为逝去的生命找寻公平，更是要为后来者立下应有的警示。”

## 相关事件
2015年9月18日，网上流传着由當地監控影片剪輯下來的一段5秒的肇事后影片，畫面中，馬自達像中了炮彈一樣，裹著煙飛出來，顯見事發時肇事車輛所帶來的恐怖傷害。但影片流出後卻引發官員愤怒。后经調查後發現為當地交通指揮室的一個輔警所为，該輔警隨後被開除。